# Plazma
Plazma este o formație rusească de muzică pop-dance, fondată în 1990 sub denumirea Slow Motion. Formația constă din Roman Cernițîn (vocalist, compozitor, muzică) și Maxim Postelnîi (back vocal, clape, muzică și aranjament). Trupa a fost una din primele formații pop rusești care a produs muzică exclusiv în limba engleză pentru un auditoriu rusofon.
Cel de-al doilea single al lor, "Take My Love", și apoi piesa "The Sweetest Surrender", au plasat formația în topul clasamentelor muzicale rusești. În 2011, trupa a lansat un nou single numit "Angel Of Snow".

## Albume
- 1998: Prologue (as Slow Motion)
- 2000: Take My Love
- 2002: 607
- 2006: Black & White

## Single-uri
| - 2000 — Take My Love - 2000 — The Sweetest Surrender - 2001 — Jump in My Car - 2001 — Fading like a Rose - 2001 — Lonely - 2002 — You’ll Never Meet an Angel - 2004 — Lonely II - 2005 — One Life - 2005 — One of a Kind - 2006 — Save | - 2006 — Black Would Be White - 2008 — Never Ending Story - 2009 — The Real Song - 2010 — Mystery (The Power Within) - 2010 — Living in the Past - 2012 — Angel of Snow - 2013 — Black Leather Boys - 2015 — Lucky Rider - 2015 — Tame Your Ghosts |

## Video-uri
- 2000: Take My Love
- 2000: The Sweetest Surrender
- 2001: Lonely
- 2002: You’ll Never Meet An Angel
- 2003: A Bit Of Perfection (unreleased)
- 2004: Lonely II
- 2005: One Life
- 2010: Mystery (The Power Within)
- 2016:	Tame Your Ghosts